# Millie Perkins

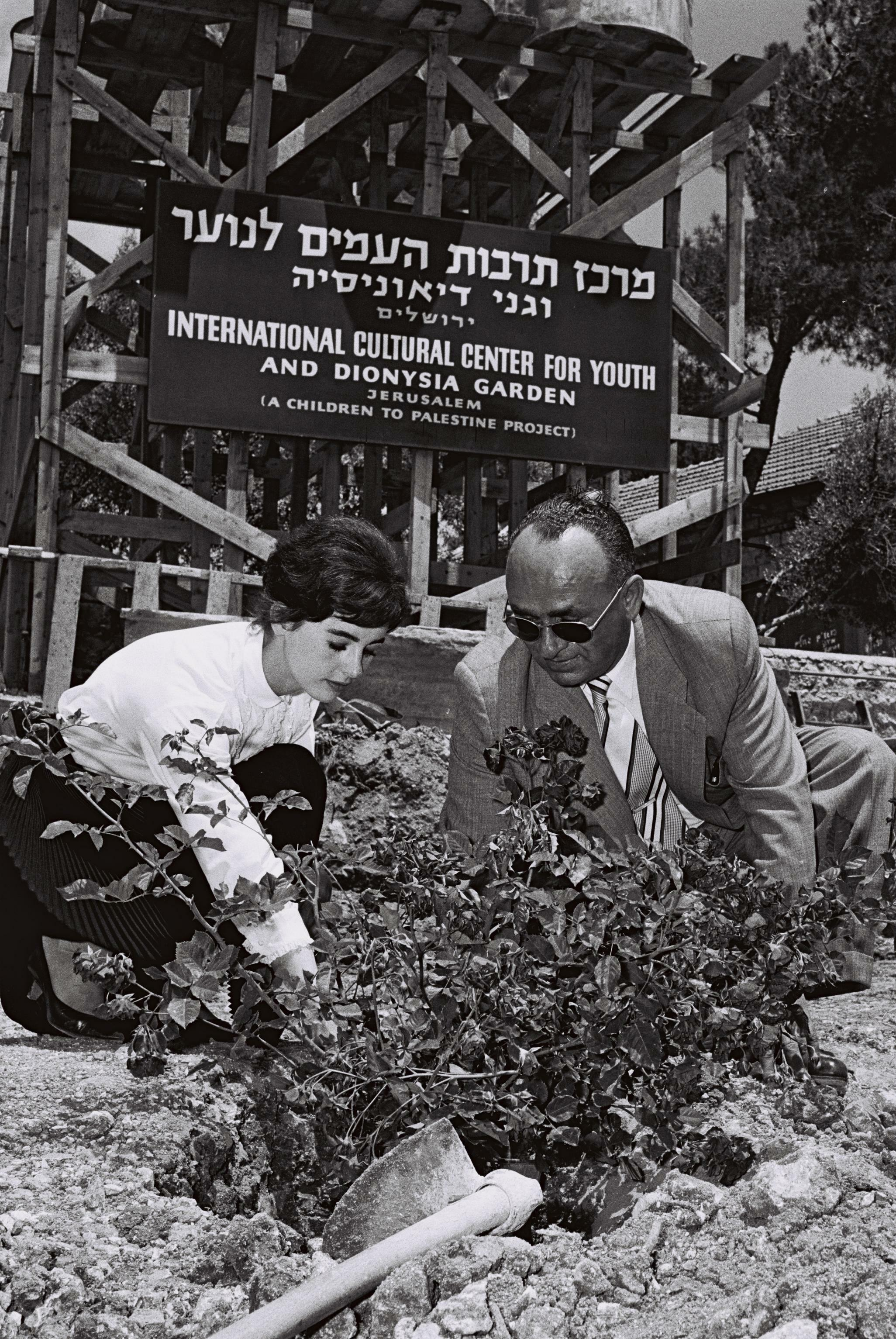
Millie Perkins em Israel, 1959

Millie Perkins (Passaic, Nova Jérsei, 12 de maio de 1938) é uma atriz estadunidense mais é conhecida por seu papel no cinema como Anne Frank em O Diário de Anne Frank.Também atuou ao lado de Elvis Presley em Herança de um Forçado, em que Elvis tenta um papel sério na carreira. A curiosidade é que quase 30 anos depois, em1990, Millie Perkins interpretaria Gladys Presley, a mãe do Rei do Rock, na minissérie "Elvis", que teve o ator Michael St. Gerard no papel título.

## Filmografia selecionada
- O Diário de Anne Frank (1959)
- Wild in the Country (1961)
- The Shooting - O Tiro Certo (1966)
- Wild in the Streets (1968)
- At Close Range (1986)
- Wall Street (1987)
- The Lost City (2005)